# Дворище (Ленинградская область)
Дворище — деревня в Выскатском сельском поселении Сланцевского района Ленинградской области.

## История
Деревня Дворище упоминается на карте Санкт-Петербургской губернии Ф. Ф. Шуберта 1834 года.

ДВОРИЩЕ — деревня принадлежит генерал-майорше Лихардовой, число жителей по ревизии: 6 м. п., 6 ж. п. (1838 год)

Деревня Дворище отмечена на карте профессора С. С. Куторги 1852 года.

ДВОРИЩЕ — деревня госпожи Лихардовой, по просёлочной дороге, число дворов — 3, число душ — 7 м. п. (1856 год)

ДВОРИЩЕ — деревня владельческая при речке Дымокорке, число дворов — 3, число жителей: 19 м. п., 14 ж. п.

ДВОРИЩЕ — деревня владельческая при речке Дымокорке, число дворов — 3, число жителей: 9 м. п., 14 ж. п. (1862 год) 

В XIX — начале XX века деревня административно относилась к Выскатской волости 1-го земского участка 1-го стана Гдовского уезда Санкт-Петербургской губернии.
Согласно Памятной книжке Санкт-Петербургской губернии 1905 года деревня входила в Патреевское сельское общество.

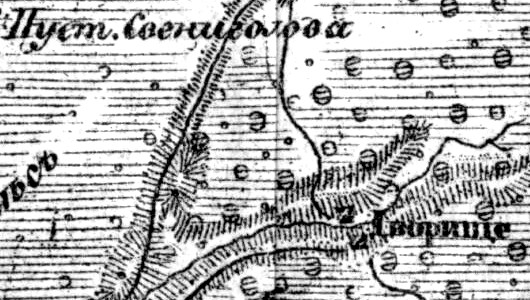
Деревня Дворище на карте 1919 года

С 1917 по 1924 год деревня входила в состав Казинского сельсовета Выскатской волости Гдовского уезда.
С 1924 года, в составе Патреевского сельсовета.
С августа 1927 года, в составе Рудненского района.
С 1928 года, в составе Савиновщинского сельсовета. В 1928 году население деревни составляло 123 человека.
С 1930 года, в составе Попковогорского сельсовета.
По данным 1933 года в состав Попковогорского сельсовета Рудненского района входили деревни Дворище I и Дворище II. С августа 1933 года, в составе Гдовского района.
С 1935 года, вновь в составе Савиновщинского сельсовета.
С августа 1933 года, в составе Гдовского района.
С января 1941 года, в составе Сланцевского района.
С 1 августа 1941 года по 31 января 1944 года, германская оккупация.
С 1954 года, вновь в составе Попковогорского сельсовета.
С 1963 года, в составе Кингисеппского района.
По состоянию на 1 августа 1965 года деревня Дворище входила в состав Выскатского сельсовета Кингисеппского района. С ноября 1965 года, вновь в составе Выскатского сельсовета Сланцевского района. В 1965 году население деревни составляло 31 человек.
По данным 1973 года деревня Дворище входила в состав Попковогорского сельсовета Сланцевского района.
По данным 1990 года деревня Дворище входила в состав Выскатского сельсовета.
В 1997 году в деревне Дворище Выскатской волости проживали 5 человек, в 2002 году также 5 человек (все русские).
В 2007 году в деревне Дворище Выскатского СП проживали 5, в 2010 году — 7, в 2011 и 2012 годах — 8, в 2013 году — 4, в 2014 году — 8 человек.

## География
Деревня расположена в центральной части района на автодороге 41К-803 (Казино — Дворище).
Расстояние до административного центра поселения — 17 км.
Расстояние до ближайшей железнодорожной платформы Сланцы — 26 км.
Через деревню протекает река Дымакарка.

## Демография
| 1862 | 2007 | 2010 | 2017 |
| ---- | ---- | ---- | ---- |
| 56   | ↘5   | ↗7   | ↗12  |

## Инфраструктура
На 2014 год в деревне было зарегистрировано три домохозяйства.